# Olympische Sommerspiele 2008/Teilnehmer (Belarus)
| Gelbes Symbol für Goldmedaillen mit stilisierten Olympischen Ringen | Graues Symbol für Silbermedaillen mit stilisierten Olympischen Ringen | Braundes Symbol für Bronzemedaillen mit stilisierten Olympischen Ringen |
| ------------------------------------------------------------------- | --------------------------------------------------------------------- | ----------------------------------------------------------------------- |
| 3                                                                   | 2                                                                     | 7                                                                       |

Belarus nahm bei den Olympischen Sommerspielen 2008 in Peking zum vierten Mal an Olympischen Sommerspielen teil. Insgesamt benannte das Nationales Olympisches Komitee der Republik Belarus (belarussisch Nazyjanalny alimpijski kamitet Respubliki Belarus, russisch Nazionalny olimpijski komitet Respubliki Belarus) 208 Athleten.

## Medaillengewinner
| Goldmedaillen (3)                                                           | Goldmedaillen (3) | Goldmedaillen (3)     |
| Sportler                                                                    | Sportart          | Disziplin             |
| --------------------------------------------------------------------------- | ----------------- | --------------------- |
| Andrej Aramnau                                                              | Gewichtheben      | Männer 105 kg         |
| Andrej Bahdanowitsch, Aljaksandr Bahdanowitsch                              | Kanu              | Männer C-2 1000 Meter |
| Raman Petruschenka, Aljaksej Abalmassau, Artur Litwintschuk, Wadsim Machneu | Kanu              | Männer K-4 1000 Meter |

| Silbermedaillen (2) | Silbermedaillen (2) | Silbermedaillen (2)                  |
| Sportler            | Sportart            | Disziplin                            |
| ------------------- | ------------------- | ------------------------------------ |
| Andrej Krautschanka | Leichtathletik      | Männer Zehnkampf                     |
| Ina Schukowa        | Turnen              | Rhythmische Sportgymnastik Mehrkampf |

| Bronzemedaillen (7) | Bronzemedaillen (7) | Bronzemedaillen (7)  |
| Sportler | Sportart            | Disziplin            |
| --- | ------------------- | -------------------- |
| Kazjaryna Karsten | Rudern              | Frauen Einzel Scull  |
| Julija Bitschyk, Natallja Helach                                                                                        | Rudern              | Frauen Doppel        |
| Nadseja Astaptschuk | Leichtathletik      | Frauen Kugelstoßen   |
| Michail Sjamjonau | Ringen              | Männer 66 kg         |
| Murad Hajdarau | Ringen              | Männer 74 kg         |
| Wadsim Machneu, Raman Petruschenka                                                                                      | Kanu                | Männer K-2 500 Meter |
| Alessja Babuschkina, Nastassja Iwankowa, Sinaida Lunina, Hlafira Marzinowitsch, Ksenija Sankowitsch, Alina Tumilowitsch | Turnen              | Frauen Mannschaft    |

Der Hammerwerferin Aksana Mjankowa wurde nachträglich wegen nachgewiesenen Dopings mit Turinabol und Oxandrolon die Goldmedaille entzogen.
Bei denselben Nachuntersuchungen fiel auch die Kugelstoßerin Natallja Michnewitsch positiv auf. Sie war mit Metandienon und Stanozolol gedopt und verlor ebenfalls ihre Silbermedaille.
Auch der wiederholte Dopingsünder und Kugelstoßer Andrej Michnewitsch verlor unter anderem seine Bronzemedaille aus Peking und erhielt eine lebenslange Sperre.

## Teilnehmer nach Sportarten

### Badminton
| Athlet     | Wettkampf | Runde 1     | Runde 1            | Runde 2    | Runde 2            | Achtelfinale | Achtelfinale       | Viertelfinale | Viertelfinale | Halbfinale    | Halbfinale    | Finale        | Finale        | Rang |
| Athlet     | Wettkampf | Gegner      | Ergebnis           | Gegner     | Ergebnis           | Gegner       | Ergebnis           | Gegner        | Ergebnis      | Gegner        | Ergebnis      | Gegner        | Ergebnis      | Rang |
| ---------- | --------- | ----------- | ------------------ | ---------- | ------------------ | ------------ | ------------------ | ------------- | ------------- | ------------- | ------------- | ------------- | ------------- | ---- |
| Frauen     |           |             |                    |            |                    |              |                    |               |               |               |               |               |               |      |
| Olga Konon | Einzel    | Xing Aiying | 2:0 (21:19, 21:12) | Maja Tvrdy | 2:0 (21:17, 21:14) | Xie Xingfang | 0:2 (16:21, 15:21) | ausgeschieden | ausgeschieden | ausgeschieden | ausgeschieden | ausgeschieden | ausgeschieden | 9    |

### Basketball
| Wettbewerb    | Frauen |
| ------------- | --- |
| Athleten      | Natallja Anufryjenka Wiktoryja Hasper Marina Kress Alena Leutschanka Tazzjana Lichtarowitsch Natalia Martschenka Olga Massilenene Wolha Padabed Kazjaryna Snyzina Natallja Trafimawa Tazzjana Troina Anastassija Weramejenka |
| Trainer       | Anatolij Bujalski |
| Gruppenphase  | Australien 64:83 (12:19, 16:25, 22:21, 14:18) Lettland 79:57 (21:20, 19:15, 20:14, 19:8) Russland 65:71 (19:20, 8:15, 13:17, 25:19) Südkorea 63:53 (12:15, 21:13, 17:9, 13:16) Brasilien 53:68 (12:20, 14:19, 12:10, 15:19)  |
| Viertelfinale | Volksrepublik China 62:77 (13:19, 12:19, 18:18, 19:21) |
| Halbfinale    | ausgeschieden |
| Finale        | ausgeschieden |
| Rang          | 6 |

### Bogenschießen
| Athlet               | Wettkampf | Qualifikation | Qualifikation | Runde 1           | Runde 1  | Runde 2          | Runde 2  | Achtelfinale      | Achtelfinale  | Viertelfinale | Viertelfinale | Halbfinale    | Halbfinale    | Finale        | Finale        | Rang |
| Athlet               | Wettkampf | Ringe         | Platz         | Gegner            | Ergebnis | Gegner           | Ergebnis | Gegner            | Ergebnis      | Gegner        | Ergebnis      | Gegner        | Ergebnis      | Gegner        | Ergebnis      | Rang |
| -------------------- | --------- | ------------- | ------------- | ----------------- | -------- | ---------------- | -------- | ----------------- | ------------- | ------------- | ------------- | ------------- | ------------- | ------------- | ------------- | ---- |
| Frauen               |           |               |               |                   |          |                  |          |                   |               |               |               |               |               |               |               |      |
| Kazjaryna Zimafejewa | Einzel    | 616           | 47            | Natalia Sánchez   | 104:101  | Chen Ling        | 105:106  | ausgeschieden     | ausgeschieden | ausgeschieden | ausgeschieden | ausgeschieden | ausgeschieden | ausgeschieden | ausgeschieden | 23   |
| Männer               |           |               |               |                   |          |                  |          |                   |               |               |               |               |               |               |               |      |
| Maksim Kunda         | Einzel    | 646           | 48            | Takaharu Furukawa | 111:111  | Magnus Petersson | 112:110  | Juan René Serrano | 106:110       | ausgeschieden | ausgeschieden | ausgeschieden | ausgeschieden | ausgeschieden | ausgeschieden | 13   |

### Boxen
| Athleten           | Wettbewerb                  | 1. Runde        | 1. Runde | Achtelfinale   | Achtelfinale  | Viertelfinale | Viertelfinale | Halbfinale    | Halbfinale    | Finale        | Finale        | Rang |
| Athleten           | Wettbewerb                  | Gegner          | Ergebnis | Gegner         | Ergebnis      | Gegner        | Ergebnis      | Gegner        | Ergebnis      | Gegner        | Ergebnis      | Rang |
| ------------------ | --------------------------- | --------------- | -------- | -------------- | ------------- | ------------- | ------------- | ------------- | ------------- | ------------- | ------------- | ---- |
| Männer             |                             |                 |          |                |               |               |               |               |               |               |               |      |
| Chawaschy Chazyhau | Bantamgewicht bis 54 kg     | Veaceslav Gojan | 1:1      | ausgeschieden  | ausgeschieden | ausgeschieden | ausgeschieden | ausgeschieden | ausgeschieden | ausgeschieden | ausgeschieden | 17   |
| Mahamed Nurudsinau | Weltergewicht bis 69 kg     | John Jackson    | 2:4      | ausgeschieden  | ausgeschieden | ausgeschieden | ausgeschieden | ausgeschieden | ausgeschieden | ausgeschieden | ausgeschieden | 17   |
| Ramasan Mahamedau  | Halbschwergewicht bis 81 kg | Ramadan Yasser  | 10:10    | ausgeschieden  | ausgeschieden | ausgeschieden | ausgeschieden | ausgeschieden | ausgeschieden | ausgeschieden | ausgeschieden | 17   |
| Wiktar Sujeu       | Schwergewicht bis 91 kg     | –               | –        | Clemente Russo | 1:7           | ausgeschieden | ausgeschieden | ausgeschieden | ausgeschieden | ausgeschieden | ausgeschieden | 9    |

### Fechten
| Athlet                                                  | Wettkampf        | Runde 1      | Runde 1  | Runde 2          | Runde 2  | Achtelfinale    | Achtelfinale  | Viertelfinale | Viertelfinale | Halbfinale    | Halbfinale    | Finale              | Finale        | Rang |
| Athlet                                                  | Wettkampf        | Gegner       | Ergebnis | Gegner           | Ergebnis | Gegner          | Ergebnis      | Gegner        | Ergebnis      | Gegner        | Ergebnis      | Gegner              | Ergebnis      | Rang |
| ------------------------------------------------------- | ---------------- | ------------ | -------- | ---------------- | -------- | --------------- | ------------- | ------------- | ------------- | ------------- | ------------- | ------------------- | ------------- | ---- |
| Männer                                                  |                  |              |          |                  |          |                 |               |               |               |               |               |                     |               |      |
| Aljaksandr Bujkewitsch                                  | Säbel Einzel     | –            | –        | Alexei Jakimenko | 15:9     | Nicolas Limbach | 15:14         | Mihai Covaliu | 13:15         | ausgeschieden | ausgeschieden | ausgeschieden       | ausgeschieden | 8    |
| Dsmitryj Lapkes                                         | Säbel Einzel     | –            | –        | Oh Eun-seok      | 8:15     | ausgeschieden   | ausgeschieden | ausgeschieden | ausgeschieden | ausgeschieden | ausgeschieden | ausgeschieden       | ausgeschieden | 24   |
| Waleryj Pryjomka                                        | Säbel Einzel     | Shadi Talaat | 15:7     | Mihai Covaliu    | 9:15     | ausgeschieden   | ausgeschieden | ausgeschieden | ausgeschieden | ausgeschieden | ausgeschieden | ausgeschieden       | ausgeschieden | 27   |
| Aljaksandr Bujkewitsch Dsmitryj Lapkes Waleryj Pryjomka | Säbel Mannschaft | –            | –        | –                | –        | –               | –             | Italien       | 39:45         | Ägypten       | 45:22         | Volksrepublik China | 45:39         | 5    |

### Gewichtheben
| Athleten             | Wettbewerb        | Reißen                | Reißen                | Stoßen                | Stoßen                | Zweikampf     | Zweikampf     | Rang         |
| Athleten             | Wettbewerb        | Gewicht               | Rang                  | Gewicht               | Rang                  | Gewicht       | Rang          | Rang         |
| -------------------- | ----------------- | --------------------- | --------------------- | --------------------- | --------------------- | ------------- | ------------- | ------------ |
| Frauen               |                   |                       |                       |                       |                       |               |               |              |
| Anastassija Nowikawa | Klasse bis 53 kg  | 95 kg                 | 1                     | 118 kg                | 3                     | 213 kg        | 3             | DSQ (Doping) |
| Hanna Bazjuschka     | Klasse bis 69 kg  | 105 kg                | 3                     | 120 kg                | 6                     | 225 kg        | 5             | 5            |
| Iryna Kulescha       | Klasse bis 75 kg  | 118 kg                | 2                     | 137 kg                | 2                     | 255 kg        | 2             | DSQ (Doping) |
| Julija Nawakowitsch  | Klasse bis 75 kg  | 110 kg                | 3                     | 127 kg                | 7                     | 237 kg        | 7             | 7            |
| Männer               |                   |                       |                       |                       |                       |               |               |              |
| Wital Dserbjanjou    | Klasse bis 56 kg  | 127 kg                | 6                     | kein gültiger Versuch | kein gültiger Versuch | ausgeschieden | ausgeschieden | DNF          |
| Henadsij Machwejenja | Klasse bis 62 kg  | 128 kg                | 12                    | 150 kg                | 12                    | 278 kg        | 10            | 10           |
| Sjarhej Lahun        | Klasse bis 77 kg  | 157 kg                | 8                     | 192 kg                | 7                     | 349 kg        | 10            | 10           |
| Andrej Rybakou       | Klasse bis 85 kg  | 185 kg                | 1                     | 209 kg                | 2                     | 394 kg        | 2             | DSQ (Doping) |
| Wadsim Stralzou      | Klasse bis 85 kg  | kein gültiger Versuch | kein gültiger Versuch | ausgeschieden         | ausgeschieden         | ausgeschieden | ausgeschieden | DNF          |
| Andrej Aramnau       | Klasse bis 105 kg | 200 kg                | 1                     | 236 kg                | 1                     | 436 kg        | 1             | Gold         |

### Judo
| Athleten             | Wettbewerb         | 1. Runde     | 1. Runde    | 2. Runde              | 2. Runde    | Hoffnungsrunde Achtelfinale / Achtelfinale | Hoffnungsrunde Achtelfinale / Achtelfinale | Hoffnungsrunde Viertelfinale / Viertelfinale | Hoffnungsrunde Viertelfinale / Viertelfinale | Hoffnungsrunde Halbfinale / Halbfinale | Hoffnungsrunde Halbfinale / Halbfinale | Finale / Platz 3 | Finale / Platz 3 | Rang |
| Athleten             | Wettbewerb         | Gegner       | Ergebnis    | Gegner                | Ergebnis    | Gegner                                     | Ergebnis                                   | Gegner                                       | Ergebnis                                     | Gegner                                 | Ergebnis                               | Gegner           | Ergebnis         | Rang |
| -------------------- | ------------------ | ------------ | ----------- | --------------------- | ----------- | ------------------------------------------ | ------------------------------------------ | -------------------------------------------- | -------------------------------------------- | -------------------------------------- | -------------------------------------- | ---------------- | ---------------- | ---- |
| Männer               |                    |              |             |                       |             |                                            |                                            |                                              |                                              |                                        |                                        |                  |                  |      |
| Kanstanzin Sjamjonau | Klasse bis 73 kg   | –            | –           | Amar Meridja          | 0102 - 0010 | Elnur Məmmədli                             | 0001 - 1001                                | Dirk Van Tichelt                             | 0020 - 1021                                  | ausgeschieden                          | ausgeschieden                          | ausgeschieden    | ausgeschieden    | 13   |
| Sjarhej Schundsikau  | Klasse bis 81 kg   | –            | –           | Kim Jae-bum           | 0000 - 0011 | Robert Krawczyk                            | 0010 - 0011                                | ausgeschieden                                | ausgeschieden                                | ausgeschieden                          | ausgeschieden                          | ausgeschieden    | ausgeschieden    | 13   |
| Andrej Kasussjonak   | Klasse bis 90 kg   | –            | –           | Hossein Ghomi         | 1110 - 0000 | Hiroshi Izumi                              | 1000 - 0000                                | Iwan Perschin                                | 0000 - 1010                                  | Diego Rosatti                          | 1000 - 0000                            | Hesham Mesbah    | 0001 - 1001      | 7    |
| Juryj Rybak          | Klasse über 100 kg | Matjaž Ceraj | 1000 - 0000 | Mohammad Reza Roudaki | 0001 - 1001 | ausgeschieden                              | ausgeschieden                              | ausgeschieden                                | ausgeschieden                                | ausgeschieden                          | ausgeschieden                          | ausgeschieden    | ausgeschieden    | 21   |

### Kanu

#### Kanurennsport
| Athleten                                                                 | Wettbewerb | Vorlauf      | Vorlauf | Halbfinale    | Halbfinale    | Finale        | Finale        | Rang   |
| Athleten                                                                 | Wettbewerb | Zeit         | Rang    | Zeit          | Rang          | Zeit          | Rang          | Rang   |
| ------------------------------------------------------------------------ | ---------- | ------------ | ------- | ------------- | ------------- | ------------- | ------------- | ------ |
| Frauen                                                                   |            |              |         |               |               |               |               |        |
| Tazjana Fedorowitsch                                                     | K-1 500 m  | 1:57,881 min | 8       | ausgeschieden | ausgeschieden | ausgeschieden | ausgeschieden | 22     |
| Männer                                                                   |            |              |         |               |               |               |               |        |
| Wadsim Machneu Raman Petruschenka                                        | K-2 500 m  | 1:28,661 min | 1       | –             | –             | 1:30,005 min  | 3             | Bronze |
| Aljaksej Abalmassau Artur Litwintschuk Wadsim Machneu Raman Petruschenka | K-4 1000 m | 2:58,825 min | 3       | –             | –             | 2:55,714 min  | 1             | Gold   |
| Aljaksandr Schukouski                                                    | C-1 500 m  | 1:48,669 min | 1       | –             | –             | 1:49,092 min  | 5             | 5      |
| Aljaksandr Schukouski                                                    | C-1 1000 m | 4:01,380 min | 4       | 3:58,851 min  | 3             | 3:55,645 min  | 5             | 5      |
| Aljaksandr Bahdanowitsch Andrej Bahdanowitsch                            | C-2 500 m  | 1:41,767 min | 2       | –             | –             | 1:41,996 min  | 4             | 4      |
| Aljaksandr Bahdanowitsch Andrej Bahdanowitsch                            | C-2 1000 m | 3:40,369 min | 1       | –             | –             | 3:36,365 min  | 1             | Gold   |

### Leichtathletik
Laufen und Gehen
| Athleten                                                                                 | Wettbewerb   | Vorlauf      | Vorlauf | Viertelfinale | Viertelfinale | Halbfinale    | Halbfinale    | Finale        | Finale        | Rang         |
| Athleten                                                                                 | Wettbewerb   | Zeit         | Rang    | Zeit          | Rang          | Zeit          | Rang          | Zeit          | Rang          | Rang         |
| ---------------------------------------------------------------------------------------- | ------------ | ------------ | ------- | ------------- | ------------- | ------------- | ------------- | ------------- | ------------- | ------------ |
| Frauen                                                                                   |              |              |         |               |               |               |               |               |               |              |
| Julija Neszjarenka                                                                       | 100 m        | 11,40 s      | 2       | 11,14 s       | 4             | 11,26 s       | 5             | ausgeschieden | ausgeschieden | 10           |
| Swjatlana Ussowitsch                                                                     | 800 m        | 2:00,42 min  | 4       | –             | –             | 2:02,79 min   | 8             | ausgeschieden | ausgeschieden | DSQ (Doping) |
| Wolha Krauzowa                                                                           | 5000 m       | 15:21,85 min | 9       | –             | –             | –             | –             | ausgeschieden | ausgeschieden | 20           |
| Kazjaryna Paplauskaja                                                                    | 100 m Hürden | 13,39 s      | 7       | –             | –             | ausgeschieden | ausgeschieden | ausgeschieden | ausgeschieden | 31           |
| Hanna Bahdanowitsch Aksana Drahun Julija Neszjarenka Anastassija Schulyak                | 4 × 100 m    | 43,69 s      | 6       | –             | –             | –             | –             | ausgeschieden | ausgeschieden | 8            |
| Iryna Chljustawa Juljana Juschtschanka Hanna Kosak Ilona Ussowitsch Swjatlana Ussowitsch | 4 × 400 m    | 3:22,78 min  | 3       | –             | –             | –             | –             | 3:21,85 min   | 4             | DSQ (Doping) |
| Elena Ginko                                                                              | 20 km Gehen  | –            | –       | –             | –             | –             | –             | DSQ           | DSQ           | DSQ          |
| Ryta Turawa                                                                              | 20 km Gehen  | –            | –       | –             | –             | –             | –             | 1:28:26 h     | 10            | 10           |
| Snjaschana Jurtschanka                                                                   | 20 km Gehen  | –            | –       | –             | –             | –             | –             | 1:35:33 h     | 32            | 32           |
| Männer                                                                                   |              |              |         |               |               |               |               |               |               |              |
| Andrej Hardsejeu                                                                         | Marathon     | –            | –       | –             | –             | –             | –             | DNF           | DNF           | DNF          |
| Maksim Lynscha                                                                           | 110 m Hürden | 13,86 s      | 5       | ausgeschieden | ausgeschieden | ausgeschieden | ausgeschieden | ausgeschieden | ausgeschieden | 33           |
| Sjarhej Tscharnou                                                                        | 20 km Gehen  | –            | –       | –             | –             | –             | –             | 1:29:38 h     | 44            | 44           |
| Dsjanis Simanowitsch                                                                     | 20 km Gehen  | –            | –       | –             | –             | –             | –             | 1:23:53 h     | 28            | 28           |
| Iwan Trozki                                                                              | 20 km Gehen  | –            | –       | –             | –             | –             | –             | 1:22:55 h     | 22            | 22           |
| Andrej Szepantschuk                                                                      | 50 km Gehen  | –            | –       | –             | –             | –             | –             | 4:14:09 h     | 43            | 43           |

Springen und Werfen
| Athleten                         | Wettbewerb  | Qualifikation | Qualifikation | Finale        | Finale        | Rang         |
| Athleten                         | Wettbewerb  | Weite/Höhe    | Rang          | Weite/Höhe    | Rang          | Rang         |
| -------------------------------- | ----------- | ------------- | ------------- | ------------- | ------------- | ------------ |
| Frauen                           |             |               |               |               |               |              |
| Iryna Tscharnuschenka-Stassjuk   | Weitsprung  | 6,48 m        | 18            | ausgeschieden | ausgeschieden | 18           |
| Wolha Sudarawa                   | Weitsprung  | 6,25 m        | 32            | ausgeschieden | ausgeschieden | 32           |
| Ksenija Pryjemka                 | Dreisprung  | 13,08 m       | 31            | ausgeschieden | ausgeschieden | 31           |
| Nadseja Astaptschuk              | Kugelstoßen | 19,08 m       | 6             | 19,86 m       | 3             | DSQ (Doping) |
| Natallja Michnewitsch            | Kugelstoßen | 19,11 m       | 4             | 20,28 m       | 2             | DSQ (Doping) |
| Janina Prawalinskaja-Karoltschyk | Kugelstoßen | 17,79 m       | 18            | ausgeschieden | ausgeschieden | 18           |
| Iryna Jattschanka                | Diskuswurf  | 62,26 m       | 3             | 59,27 m       | 10            | 10           |
| Hanna Mashunowa                  | Diskuswurf  | 56,77 m       | 29            | ausgeschieden | ausgeschieden | 29           |
| Elina Swerawa                    | Diskuswurf  | 60,28 m       | 12            | 60,82 m       | 5             | 5            |
| Aksana Mjankowa                  | Hammerwurf  | 69,77 m       | 11            | 76,34 m       | 1             | DSQ (Doping) |
| Darja Ptschelnik                 | Hammerwurf  | 71,30 m       | 8             | 73,65 m       | 4             | DSQ (Doping) |
| Maryja Smaljatschkowa            | Hammerwurf  | 69,22 m       | 13            | ausgeschieden | ausgeschieden | 13           |
| Maryna Nowik                     | Speerwurf   | 56,10 m       | 31            | ausgeschieden | ausgeschieden | 31           |
| Natallja Schymtschuk             | Speerwurf   | 57,11 m       | 23            | ausgeschieden | ausgeschieden | 23           |
| Männer                           |             |               |               |               |               |              |
| Dsmitryj Platnizki               | Dreisprung  | 16,51 m       | 27            | ausgeschieden | ausgeschieden | 27           |
| Jury Bjalou                      | Kugelstoßen | 20,12 m       | 11            | 20,06 m       | 8             | 8            |
| Pawel Lyschyn                    | Kugelstoßen | 20,36 m       | 7             | 20,98 m       | 5             | DSQ (Doping) |
| Andrej Michnewitsch              | Kugelstoßen | 20,48 m       | 3             | 21,05 m       | 3             | DSQ (Doping) |
| Dsmitryj Siwakou                 | Diskuswurf  | 61,75 m       | 15            | ausgeschieden | ausgeschieden | 15           |
| Wadsim Dsewjatouski              | Hammerwurf  | 76,95 m       | 9             | 81,61 m       | 2             | Silber       |
| Waleryj Swjatocha                | Hammerwurf  | 74,41 m       | 17            | ausgeschieden | ausgeschieden | 17           |
| Iwan Zichan                      | Hammerwurf  | 79,26 m       | 4             | 81,51 m       | 3             | Bronze       |
| Uladsimir Kaslou                 | Speerwurf   | 80,06 m       | 8             | 82,06 m       | 8             | 8            |

 Mehrkampf 
| Athletinnen        | 100 m Hürden | 100 m Hürden | Hochsprung | Hochsprung | Kugelstoßen | Kugelstoßen | 200 m   | 200 m  | Weitsprung            | Weitsprung | Speerwurf | Speerwurf | 800 m       | 800 m  | Punkte | Rang |
| Athletinnen        | Zeit         | Punkte       | Höhe       | Punkte     | Weite       | Punkte      | Zeit    | Punkte | Weite                 | Punkte     | Weite     | Punkte    | Zeit        | Punkte | Punkte | Rang |
| ------------------ | ------------ | ------------ | ---------- | ---------- | ----------- | ----------- | ------- | ------ | --------------------- | ---------- | --------- | --------- | ----------- | ------ | ------ | ---- |
| Siebenkampf Frauen |              |              |            |            |             |             |         |        |                       |            |           |           |             |        |        |      |
| Jana Maksimawa     | 14,71 s      | 880          | 1,74 m     | 903        | 13,60 m     | 767         | 25,94 s | 802    | kein gültiger Versuch | 0          | 39,14 m   | 651       | 2:21,55 min | 803    | 4806   | 33   |

| Athleten               | 100 m   | 100 m  | Weitsprung | Weitsprung | Kugelstoßen | Kugelstoßen | Hochsprung | Hochsprung | 400 m   | 400 m  | 110 m Hürden | 110 m Hürden | Diskuswurf | Diskuswurf | Stabhochsprung | Stabhochsprung | Speerwurf | Speerwurf | 1500 m      | 1500 m | Punkte | Rang   |
| Athleten               | Zeit    | Punkte | Weite      | Punkte     | Weite       | Punkte      | Höhe       | Punkte     | Zeit    | Punkte | Zeit         | Punkte       | Weite      | Punkte     | Höhe           | Punkte         | Weite     | Punkte    | Zeit        | Punkte | Punkte | Rang   |
| ---------------------- | ------- | ------ | ---------- | ---------- | ----------- | ----------- | ---------- | ---------- | ------- | ------ | ------------ | ------------ | ---------- | ---------- | -------------- | -------------- | --------- | --------- | ----------- | ------ | ------ | ------ |
| Zehnkampf Männer       |         |        |            |            |             |             |            |            |         |        |              |              |            |            |                |                |           |           |             |        |        |        |
| Andrej Krautschanka    | 10,96 s | 870    | 7,61 m     | 962        | 14,39 m     | 752         | 2,11 m     | 906        | 47,30 s | 943    | 14,21 s      | 948          | 44,58 m    | 758        | 5,00 m         | 910            | 60,23 m   | 741       | 4:27,47 min | 761    | 8551   | Silber |
| Aljaksandr Parchomenka | 11,29 s | 797    | 6,99 m     | 811        | 15,49 m     | 820         | 1,93 m     | 740        | 50,71 s | 782    | 15,06 s      | 842          | 45,27 m    | 772        | 4,70 m         | 819            | 64,60 m   | 807       | 4:45,17 min | 648    | 7838   | 16     |
| Mikalaj Schubjanok     | 11,31 s | 793    | 6,86 m     | 781        | 14,88 m     | 782         | 1,99 m     | 794        | 50,02 s | 814    | 14,52 s      | 908          | 45,80 m    | 783        | 4,60 m         | 790            | 62,10 m   | 769       | 4:38,14 min | 692    | 7906   | 15     |

### Moderner Fünfkampf
| Athleten                | Schießen | Schießen | Fechten | Fechten | Schwimmen   | Schwimmen | Reiten  | Reiten | 3000 m Laufen | 3000 m Laufen | Punkte | Rang   |
| Athleten                | Scheiben | Punkte   | Bilanz  | Punkte  | Zeit        | Punkte    | Zeit    | Punkte | Zeit          | Punkte        | Punkte | Rang   |
| ----------------------- | -------- | -------- | ------- | ------- | ----------- | --------- | ------- | ------ | ------------- | ------------- | ------ | ------ |
| Frauen                  |          |          |         |         |             |           |         |        |               |               |        |        |
| Hanna Archipenka        | 180      | 1096     | 16:19   | 784     | 2:27,06 min | 1156      | 66,24 s | 1144   | 10:53,23 min  | 1108          | 5288   | 21     |
| Nastassja Samussewitsch | 187      | 1180     | 19:16   | 856     | 2:29,64 min | 1128      | 67,60 s | 1172   | 10:04,46 min  | 1304          | 5640   | Bronze |
| Männer                  |          |          |         |         |             |           |         |        |               |               |        |        |
| Jahor Lapo              | 178      | 1072     | 17:18   | 808     | 2:05,62 min | 1296      | DNF     | 0      | 9:41,17 min   | 1076          | 4252   | 35     |
| Dsmitryj Meljach        | 186      | 1168     | 11:24   | 664     | 2:03,03 min | 1324      | 68,47 s | 1116   | 9:41,97 min   | 1076          | 5348   | 12     |

### Radsport

#### Bahn
| Athleten            | Wettbewerb | Qualifikation | Qualifikation | Runde 1       | Runde 1  | Hoffnungslauf 1 | Hoffnungslauf 1 | Runde 2 | Runde 2 | Hoffnungslauf 2 | Hoffnungslauf 2 | Viertelfinale | Viertelfinale      | Halbfinale    | Halbfinale    | Finals                          | Finals   | Rang |
| Athleten            | Wettbewerb | Zeit          | Rang          | Gegner        | Zeit     | Gegner          | Zeit            | Gegner  | Zeit    | Gegner          | Zeit            | Gegner        | Zeit               | Gegner        | Zeit          | Gegner                          | Zeit     | Rang |
| ------------------- | ---------- | ------------- | ------------- | ------------- | -------- | --------------- | --------------- | ------- | ------- | --------------- | --------------- | ------------- | ------------------ | ------------- | ------------- | ------------------------------- | -------- | ---- |
| Frauen              |            |               |               |               |          |                 |                 |         |         |                 |                 |               |                    |               |               |                                 |          |      |
| Natallja Zylinskaja | Sprint     | 11,372 s      | 7             | Clara Sanchez | 11,607 s | Lisandra Guerra | 11,871 s        | −       | −       | −               | −               | Guo Shuang    | 11,501 s; 11,627 s | ausgeschieden | ausgeschieden | Finale um Platz 5 Clara Sanchez | 12,264 s | 6    |
| Natallja Zylinskaja | Sprint     | 11,372 s      | 7             | Clara Sanchez | 11,607 s | Sakie Tsukuda   | 11,871 s        | −       | −       | −               | −               | Guo Shuang    | 11,501 s; 11,627 s | ausgeschieden | ausgeschieden | Jennie Reed                     | 12,264 s | 6    |
| Natallja Zylinskaja | Sprint     | 11,372 s      | 7             | Clara Sanchez | 11,607 s | Sakie Tsukuda   | 11,871 s        | −       | −       | −               | −               | Guo Shuang    | 11,501 s; 11,627 s | ausgeschieden | ausgeschieden | Simona Krupeckaitė              | 12,264 s | 6    |

Omnium
| Athleten         | Wettbewerb   | Punkte | Runden | Rang |
| ---------------- | ------------ | ------ | ------ | ---- |
| Männer           |              |        |        |      |
| Wassil Kiryjenka | Punkterennen | 34     | 1      | 5    |

#### Straße
| Athleten              | Wettbewerb       | Zeit      | Rang |
| --------------------- | ---------------- | --------- | ---- |
| Männer                |                  |           |      |
| Aljaksandr Kuschynski | Straßenrennen    | 6:39:42 h | 72   |
| Kanstanzin Siuzou     | Straßenrennen    | 6:26:17 h | 32   |
| Aljaksandr Ussau      | Straßenrennen    | 6:49:59 h | 82   |
| Wassil Kiryjenka      | Einzelzeitfahren | 1:06:12 h | 21   |

### Reiten

#### Dressurreiten
| Athleten              | Wettbewerb | Prozent    | Prozent       | Prozent       | Ergebnis      | Rang |
| Athleten              | Wettbewerb | Grand Prix | GP Spécial    | GP Kür        | Ergebnis      | Rang |
| --------------------- | ---------- | ---------- | ------------- | ------------- | ------------- | ---- |
| Iryna Lis mit Redford | Einzel     | 63,500     | ausgeschieden | ausgeschieden | ausgeschieden | 29   |

#### Vielseitigkeitsreiten
| Athleten                        | Wettbewerb | Minuspunkte Dressur | Minuspunkte Gelände | Minuspunkte Springen | Minuspunkte Springen | Gesamt      | Gesamt |
| Athleten                        | Wettbewerb | Minuspunkte Dressur | Minuspunkte Gelände | Qualifikation        | Finale               | Minuspunkte | Rang   |
| ------------------------------- | ---------- | ------------------- | ------------------- | -------------------- | -------------------- | ----------- | ------ |
| Wjatschaslau Pojta mit Energiya | Einzel     | 59,10               | 75,60               | 31,00                | ausgeschieden        | 165,70      | 53     |
| Alena Zeljapuschkina mit Passat | Einzel     | 77,40               | 59,60               | 30,00                | ausgeschieden        | 167,00      | 54     |

### Rhythmische Sportgymnastik
| Athletinnen                                                                                                   | Wettbewerb           | Qualifikation | Qualifikation | Finale        | Finale        | Rang   |
| Athletinnen                                                                                                   | Wettbewerb           | Punkte        | Rang          | Punkte        | Rang          | Rang   |
| --- | -------------------- | ------------- | ------------- | ------------- | ------------- | ------ |
| Frauen |                      |               |               |               |               |        |
| Ina Schukawa                                                                                                  | Mehrkampf Einzel     | 70,950        | 4             | 71,925        | 2             | Silber |
| Ljubou Tscharkaschyna                                                                                         | Mehrkampf Einzel     | 64,875        | 15            | ausgeschieden | ausgeschieden | 15     |
| Olesya Babushkina Anastassija Iwankowa Zinaida Lunina Glafira Martinovich Ksenia Sankovich Alina Tumilowitsch | Mehrkampf Mannschaft | 34,950        | 1             | 34,900        | 3             | Bronze |

### Ringen
| Athleten                         | Wettbewerb        | 1. Runde                      | 1. Runde | Achtelfinale             | Achtelfinale | Viertelfinale       | Viertelfinale | Halbfinale      | Halbfinale    | Hoffnungsrunde Viertelfinale | Hoffnungsrunde Viertelfinale | Hoffnungsrunde Halbfinale | Hoffnungsrunde Halbfinale | Hoffnungsrunde Finale | Hoffnungsrunde Finale | Finale        | Finale        | Rang   |
| Athleten                         | Wettbewerb        | Gegner                        | Ergebnis | Gegner                   | Ergebnis     | Gegner              | Ergebnis      | Gegner          | Ergebnis      | Gegner                       | Ergebnis                     | Gegner                    | Ergebnis                  | Gegner                | Ergebnis              | Gegner        | Ergebnis      | Rang   |
| -------------------------------- | ----------------- | ----------------------------- | -------- | ------------------------ | ------------ | ------------------- | ------------- | --------------- | ------------- | ---------------------------- | ---------------------------- | ------------------------- | ------------------------- | --------------------- | --------------------- | ------------- | ------------- | ------ |
| Freistil Frauen                  |                   |                               |          |                          |              |                     |               |                 |               |                              |                              |                           |                           |                       |                       |               |               |        |
| Alena Filipawa                   | Klasse bis 55 kg  | –                             | –        | Olga Smirnowa            | 1:3          | ausgeschieden       | ausgeschieden | ausgeschieden   | ausgeschieden | ausgeschieden                | ausgeschieden                | ausgeschieden             | ausgeschieden             | ausgeschieden         | ausgeschieden         | ausgeschieden | ausgeschieden | 13     |
| Wolha Chilko                     | Klasse bis 63 kg  | –                             | –        | Monika Ewa Michalik      | 0:5          | ausgeschieden       | ausgeschieden | ausgeschieden   | ausgeschieden | ausgeschieden                | ausgeschieden                | ausgeschieden             | ausgeschieden             | ausgeschieden         | ausgeschieden         | ausgeschieden | ausgeschieden | 12     |
| griechisch-römischer Stil Männer |                   |                               |          |                          |              |                     |               |                 |               |                              |                              |                           |                           |                       |                       |               |               |        |
| Jury Dubinin                     | Klasse bis 60 kg  | –                             | –        | Jung Ji-hyun             | 0:3          | ausgeschieden       | ausgeschieden | ausgeschieden   | ausgeschieden | ausgeschieden                | ausgeschieden                | ausgeschieden             | ausgeschieden             | ausgeschieden         | ausgeschieden         | ausgeschieden | ausgeschieden | 19     |
| Michail Sjamjonau                | Klasse bis 66 kg  | Aleksandr Kazakevič           | 3:1      | Ali Mohammadi            | 3:1          | Steeve Guénot       | 1:3           | –               | –             | –                            | –                            | Alain Milián              | 3:1                       | Darchan Bajachmetow   | 3:1                   | –             | –             | Bronze |
| Aleh Michalowitsch               | Klasse bis 74 kg  | –                             | –        | Julian Kwit              | 3:1          | Roman Meljoschin    | 3:1           | Chang Yongxiang | 1:3           | –                            | –                            | –                         | –                         | Jawor Janakiew        | 1:3                   | –             | –             | 5      |
| Sjarhej Arzjuchin                | Klasse bis 120 kg | –                             | –        | Mijaín López             | 1:3          | –                   | –             | –               | –             | –                            | –                            | Juri Patrikejew           | 1:3                       | ausgeschieden         | ausgeschieden         | ausgeschieden | ausgeschieden | 10     |
| Freistil Männer                  |                   |                               |          |                          |              |                     |               |                 |               |                              |                              |                           |                           |                       |                       |               |               |        |
| Ryswan Hadschyjeu                | Klasse bis 55 kg  | Maikel Antonio Pérez González | 4:0      | Dilshod Mansurov         | 1:3          | ausgeschieden       | ausgeschieden | ausgeschieden   | ausgeschieden | ausgeschieden                | ausgeschieden                | ausgeschieden             | ausgeschieden             | ausgeschieden         | ausgeschieden         | ausgeschieden | ausgeschieden | 7      |
| Albert Batyrau                   | Klasse bis 66 kg  | –                             | –        | Yang Chun-song           | 3:1          | Andrij Stadnik      | 0:5           | –               | –             | –                            | –                            | Sushil Kumar              | 1:3                       | ausgeschieden         | ausgeschieden         | ausgeschieden | ausgeschieden | 9      |
| Murad Hajdarau                   | Klasse bis 74 kg  | –                             | –        | Çamsulvara Çamsulvarayev | 3:1          | Gela Saghiraschwili | 3:0           | Soslan Tigiyev  | 0:3           | –                            | –                            | –                         | –                         | Gheorghiță Ștefan     | 3:1                   | –             | –             | Silber |

### Rudern
| Athleten                                                                    | Wettbewerb             | Vorlauf     | Vorlauf | Vorlauf       | Hoffnungslauf | Hoffnungslauf | Hoffnungslauf | Viertelfinale | Viertelfinale | Viertelfinale | Halbfinale  | Halbfinale | Halbfinale    | Finale      | Finale | Rang   |
| Athleten                                                                    | Wettbewerb             | Zeit        | Platz   | Qualifikation | Zeit          | Platz         | Qualifikation | Zeit          | Platz         | Qualifikation | Zeit        | Platz      | Qualifikation | Zeit        | Platz  | Rang   |
| --------------------------------------------------------------------------- | ---------------------- | ----------- | ------- | ------------- | ------------- | ------------- | ------------- | ------------- | ------------- | ------------- | ----------- | ---------- | ------------- | ----------- | ------ | ------ |
| Frauen                                                                      |                        |             |         |               |               |               |               |               |               |               |             |            |               |             |        |        |
| Kazjaryna Karsten                                                           | Einer                  | 7:40,03 min | 1       | Viertelfinale | –             | –             | –             | 7:25,74 min   | 1             | Halbfinale    | 7:32,86 min | 1          | A-Finale      | 7:23,98 min | 3      | Bronze |
| Julija Bitschyk Natallja Helach                                             | Zweier ohne Steuerfrau | 7:24,47 min | 1       | A-Finale      | –             | –             | –             | –             | –             | –             | –           | –          | –             | 7:22,91 min | 3      | Bronze |
| Männer                                                                      |                        |             |         |               |               |               |               |               |               |               |             |            |               |             |        |        |
| Dsjanis Mihal Stanislau Schtscharbatschenja                                 | Doppelzweier           | 6:27,18 min | 2       | Halbfinale    | –             | –             | –             | –             | –             | –             | 6:32,76 min | 6          | B-Finale      | 6:34,39 min | 7      | 7      |
| Andrej Dsemjanenka Aljaksandr Kasubouski Wadsim Ljalin Jauhen Nossau        | Vierer ohne Steuermann | 6:12:63 min | 5       | Hoffnungslauf | 6:00:44 min   | 3             | Halbfinale    | –             | –             | –             | 6:02,79 min | 5          | B-Finale      | 6:12,54 min | 12     | 12     |
| Kiryl Lemjaschkewitsch Aljaksandr Nowikau Walery Radsewitsch Pawel Schurmej | Doppelvierer           | 5:43,73 min | 3       | Halbfinale    | –             | –             | –             | –             | –             | –             | 6:06,80 min | 6          | B-Finale      | 5:50,74 min | 11     | 11     |

### Schießen
| Athleten                | Wettbewerb                           | Qualifikation    | Qualifikation | Finale           | Finale        | Rang |
| Athleten                | Wettbewerb                           | Ringe / Scheiben | Rang          | Ringe / Scheiben | Rang          | Rang |
| ----------------------- | ------------------------------------ | ---------------- | ------------- | ---------------- | ------------- | ---- |
| Frauen                  |                                      |                  |               |                  |               |      |
| Schanna Schapjalewitsch | Luftpistole 10 m                     | 368              | 42            | ausgeschieden    | ausgeschieden | 42   |
| Schanna Schapjalewitsch | Sportpistole 25 m                    | 569              | 38            | ausgeschieden    | ausgeschieden | 38   |
| Wiktoryia Tschajka      | Luftpistole 10 m                     | 384              | 5             | 482              | 4             | 4    |
| Wiktoryia Tschajka      | Sportpistole 25 m                    | 581              | 13            | ausgeschieden    | ausgeschieden | 13   |
| Männer                  |                                      |                  |               |                  |               |      |
| Wital Bubnowitsch       | Luftgewehr 10 m                      | 592              | 18            | ausgeschieden    | ausgeschieden | 18   |
| Wital Bubnowitsch       | Kleinkaliber Dreistellungskampf 50 m | 1161             | 29            | ausgeschieden    | ausgeschieden | 29   |
| Jury Dauhapolau         | Luftpistole 10 m                     | 577              | 22            | ausgeschieden    | ausgeschieden | 22   |
| Jury Dauhapolau         | Freie Pistole 50 m                   | 558              | 12            | ausgeschieden    | ausgeschieden | 12   |
| Andrej Heraschtschanka  | Skeet                                | 109              | 34            | ausgeschieden    | ausgeschieden | 34   |
| Pjotr Lizwintschuk      | Kleinkaliber liegend 50 m            | 593              | 17            | ausgeschieden    | ausgeschieden | 17   |
| Kanstanzin Lukaschyk    | Luftpistole 10 m                     | 575              | 27            | ausgeschieden    | ausgeschieden | 27   |
| Kanstanzin Lukaschyk    | Freie Pistole 50 m                   | 558              | 11            | ausgeschieden    | ausgeschieden | 11   |
| Sjarhej Martynau        | Kleinkaliber liegend 50 m            | 595              | 6             | 698,3            | 8             | 8    |
| Sjarhej Martynau        | Kleinkaliber Dreistellungskampf 50 m | 1156             | 34            | ausgeschieden    | ausgeschieden | 34   |

### Schwimmen
| Athleten                                                                        | Wettbewerb          | Vorlauf     | Vorlauf | Halbfinale    | Halbfinale    | Finale        | Finale        | Rang |
| Athleten                                                                        | Wettbewerb          | Zeit        | Rang    | Zeit          | Rang          | Zeit          | Rang          | Rang |
| ------------------------------------------------------------------------------- | ------------------- | ----------- | ------- | ------------- | ------------- | ------------- | ------------- | ---- |
| Frauen                                                                          |                     |             |         |               |               |               |               |      |
| Aljaksandra Herassimenja                                                        | 50 m Freistil       | 25,07 s     | 4       | 24,72 s       | 6             | 24,77 s       | 8             | 8    |
| Aljaksandra Herassimenja                                                        | 100 m Freistil      | 54,52 s     | 2       | 55,31 s       | 8             | ausgeschieden | ausgeschieden | 14   |
| Swjatlana Chachlowa                                                             | 50 m Freistil       | 25,27 s     | 8       | ausgeschieden | ausgeschieden | ausgeschieden | ausgeschieden | 20   |
| Swjatlana Chachlowa                                                             | 100 m Rücken        | DNS         | DNS     | DNS           | DNS           | DNS           | DNS           | DNS  |
| Ina Kapischyna                                                                  | 100 m Brust         | 1:10,15 min | 4       | ausgeschieden | ausgeschieden | ausgeschieden | ausgeschieden | 27   |
| Ina Kapischyna                                                                  | 200 m Brust         | 2:27,34 min | 1       | ausgeschieden | ausgeschieden | ausgeschieden | ausgeschieden | 17   |
| Männer                                                                          |                     |             |         |               |               |               |               |      |
| Andrej Radsionau                                                                | 50 m Freistil       | 22,65 s     | 5       | ausgeschieden | ausgeschieden | ausgeschieden | ausgeschieden | 36   |
| Stanislau Newjarouski                                                           | 100 m Freistil      | 50,14 s     | 6       | ausgeschieden | ausgeschieden | ausgeschieden | ausgeschieden | 44   |
| Jauhen Lasuka                                                                   | 100 m Schmetterling | 53,54 s     | 8       | ausgeschieden | ausgeschieden | ausgeschieden | ausgeschieden | 43   |
| Pawel Sankowitsch                                                               | 100 m Rücken        | 55,39 s     | 2       | ausgeschieden | ausgeschieden | ausgeschieden | ausgeschieden | 29   |
| Wiktar Wabischtschewitsch                                                       | 100 m Brust         | 1:03,29 min | 8       | ausgeschieden | ausgeschieden | ausgeschieden | ausgeschieden | 49   |
| Jauhen Lasuka Stanislau Newjarouski Pawel Sankowitsch Wiktar Wabischtschewitsch | 4 × 100 m Lagen     | 3:39,39 min | 8       | –             | –             | ausgeschieden | ausgeschieden | 16   |

### Segeln
| Athleten                             | Wettbewerb      | Qualifikation | Qualifikation | Medal Race    | Medal Race    | Punkte | Rang |
| Athleten                             | Wettbewerb      | Punkte        | Rang          | Punkte        | Rang          | Punkte | Rang |
| ------------------------------------ | --------------- | ------------- | ------------- | ------------- | ------------- | ------ | ---- |
| Frauen                               |                 |               |               |               |               |        |      |
| Tazjana Drasdouskaja                 | Laser Radial    | 128           | 23            | ausgeschieden | ausgeschieden | 128    | 23   |
| Männer                               |                 |               |               |               |               |        |      |
| Mikalaj Schukawez                    | Windsurfen RS:X | 229           | 28            | ausgeschieden | ausgeschieden | 229    | 28   |
| Sjarhej Dsesjukewitsch Pawel Lahunou | 470er           | 159           | 21            | ausgeschieden | ausgeschieden | 159    | 21   |

### Synchronschwimmen
| Athletinnen                          | Wettbewerb | Qualifikation     | Qualifikation     | Qualifikation  | Qualifikation  | Qualifikation | Qualifikation | Finale         | Finale         | Finale           | Finale           |
| Athletinnen                          | Wettbewerb | Technische Kür TK | Technische Kür TK | Freie Kür FK-Q | Freie Kür FK-Q | Gesamt        | Gesamt        | Freie Kür FK-F | Freie Kür FK-F | Gesamt TK + FK-F | Gesamt TK + FK-F |
| Athletinnen                          | Wettbewerb | Punkte            | Rang              | Punkte         | Rang           | Punkte        | Rang          | Punkte         | Rang           | Punkte           | Rang             |
| ------------------------------------ | ---------- | ----------------- | ----------------- | -------------- | -------------- | ------------- | ------------- | -------------- | -------------- | ---------------- | ---------------- |
| Frauen                               |            |                   |                   |                |                |               |               |                |                |                  |                  |
| Kazjaryna Kulpo Nastassja Parfjonawa | Duett      | 42,667            | 17                | 42,667         | 19             | 85,334        | 17            | ausgeschieden  | ausgeschieden  | ausgeschieden    | 17               |

### Tennis
| Athleten                             | Wettbewerb | 1. Runde           | 1. Runde      | 2. Runde                | 2. Runde      | Achtelfinale                          | Achtelfinale  | Viertelfinale | Viertelfinale | Halbfinale    | Halbfinale    | Finale        | Finale        | Rang |
| Athleten                             | Wettbewerb | Gegner             | Ergebnis      | Gegner                  | Ergebnis      | Gegner                                | Ergebnis      | Gegner        | Ergebnis      | Gegner        | Ergebnis      | Gegner        | Ergebnis      | Rang |
| ------------------------------------ | ---------- | ------------------ | ------------- | ----------------------- | ------------- | ------------------------------------- | ------------- | ------------- | ------------- | ------------- | ------------- | ------------- | ------------- | ---- |
| Frauen                               |            |                    |               |                         |               |                                       |               |               |               |               |               |               |               |      |
| Wiktoryja Asaranka                   | Einzel     | Tetjana Perebyjnis | 6:4, 5:7, 6:4 | Casey Dellacqua         | 6:2, 6:2      | Venus Williams                        | 3:6, 2:6      | ausgeschieden | ausgeschieden | ausgeschieden | ausgeschieden | ausgeschieden | ausgeschieden | 9    |
| Wolha Hawarzowa                      | Einzel     | Serena Williams    | 3:6, 1:6      | ausgeschieden           | ausgeschieden | ausgeschieden                         | ausgeschieden | ausgeschieden | ausgeschieden | ausgeschieden | ausgeschieden | ausgeschieden | ausgeschieden | 33   |
| Wiktoryja Asaranka Tazzjana Putschak | Doppel     | –                  | –             | Maret Ani Kaia Kanepi   | 6:2, 6:2      | Lindsay Davenport Liezel Huber        | 4:6, 6:4, 3:6 | ausgeschieden | ausgeschieden | ausgeschieden | ausgeschieden | ausgeschieden | ausgeschieden | 9    |
| Wolha Hawarzowa Darja Kustawa        | Doppel     | –                  | –             | Peng Shuai Sun Tiantian | 7:61, 7:63    | Aljona Bondarenko Kateryna Bondarenko | 1:6, 3:6      | ausgeschieden | ausgeschieden | ausgeschieden | ausgeschieden | ausgeschieden | ausgeschieden | 9    |
| Männer                               |            |                    |               |                         |               |                                       |               |               |               |               |               |               |               |      |
| Maks Mirny                           | Einzel     | Nicolas Kiefer     | 3:6, 1:6      | ausgeschieden           | ausgeschieden | ausgeschieden                         | ausgeschieden | ausgeschieden | ausgeschieden | ausgeschieden | ausgeschieden | ausgeschieden | ausgeschieden | 33   |

### Tischtennis
| Athleten              | Wettbewerb | Vorrunde | Vorrunde | 1. Runde      | 1. Runde | 2. Runde         | 2. Runde      | 3. Runde      | 3. Runde      | Achtelfinale   | Achtelfinale  | Viertelfinale | Viertelfinale | Halbfinale    | Halbfinale    | Finale        | Finale        | Rang |
| Athleten              | Wettbewerb | Gegner   | Ergebnis | Gegner        | Ergebnis | Gegner           | Ergebnis      | Gegner        | Ergebnis      | Gegner         | Ergebnis      | Gegner        | Ergebnis      | Gegner        | Ergebnis      | Gegner        | Ergebnis      | Rang |
| --------------------- | ---------- | -------- | -------- | ------------- | -------- | ---------------- | ------------- | ------------- | ------------- | -------------- | ------------- | ------------- | ------------- | ------------- | ------------- | ------------- | ------------- | ---- |
| Frauen                |            |          |          |               |          |                  |               |               |               |                |               |               |               |               |               |               |               |      |
| Tazzjana Kastramina   | Einzel     | –        | –        | Zhang Mo      | 4:0      | Li Qian          | 4:2           | Lin Ling      | 0:4           | ausgeschieden  | ausgeschieden | ausgeschieden | ausgeschieden | ausgeschieden | ausgeschieden | ausgeschieden | ausgeschieden | 17   |
| Weranika Paulowitsch  | Einzel     | –        | –        | Dana Hadačová | 2:4      | ausgeschieden    | ausgeschieden | ausgeschieden | ausgeschieden | ausgeschieden  | ausgeschieden | ausgeschieden | ausgeschieden | ausgeschieden | ausgeschieden | ausgeschieden | ausgeschieden | 49   |
| Wiktoryja Paulowitsch | Einzel     | –        | –        | –             | –        | Elizabeta Samara | 4:1           | Zhang Yining  | 0:4           | ausgeschieden  | ausgeschieden | ausgeschieden | ausgeschieden | ausgeschieden | ausgeschieden | ausgeschieden | ausgeschieden | 17   |
| Männer                |            |          |          |               |          |                  |               |               |               |                |               |               |               |               |               |               |               |      |
| Uladsimir Samsonau    | Einzel     | –        | –        | –             | –        | –                | –             | Christian Süß | 4:0           | Jörgen Persson | 3:4           | ausgeschieden | ausgeschieden | ausgeschieden | ausgeschieden | ausgeschieden | ausgeschieden | 9    |

### Turnen

#### Kunstturnen
| Athleten | Wettbewerb    | Qualifikation | Qualifikation | Finale        | Finale        | Rang |
| Athleten | Wettbewerb    | Punkte        | Rang          | Punkte        | Rang          | Rang |
| --- | ------------- | ------------- | ------------- | ------------- | ------------- | ---- |
| Frauen |               |               |               |               |               |      |
| Nastassja Maratschkouskaja                                                                                        | Mehrkampf     | 55,100        | 48            | ausgeschieden | ausgeschieden | 48   |
| Nastassja Maratschkouskaja                                                                                        | Boden         | 14,025        | 51            | ausgeschieden | ausgeschieden | 51   |
| Nastassja Maratschkouskaja                                                                                        | Schwebebalken | 13,600        | 70            | ausgeschieden | ausgeschieden | 70   |
| Nastassja Maratschkouskaja                                                                                        | Sprung        | 15,275        | 8             | ausgeschieden | ausgeschieden | 9    |
| Nastassja Maratschkouskaja                                                                                        | Stufenbarren  | 12,200        | 80            | ausgeschieden | ausgeschieden | 80   |
| Männer |               |               |               |               |               |      |
| Aljaksej Ihnatowitsch                                                                                             | Mehrkampf     | 28,075        | 92            | ausgeschieden | ausgeschieden | 92   |
| Aljaksej Ihnatowitsch                                                                                             | Pauschenpferd | 15,075        | 12            | ausgeschieden | ausgeschieden | 12   |
| Aljaksej Ihnatowitsch                                                                                             | Reck          | 13,000        | 75            | ausgeschieden | ausgeschieden | 75   |
| Ihar Kaslou | Mehrkampf     | 56,900        | 70            | ausgeschieden | ausgeschieden | 70   |
| Ihar Kaslou | Boden         | 14,025        | 68            | ausgeschieden | ausgeschieden | 68   |
| Ihar Kaslou | Pauschenpferd | 12,675        | 72            | ausgeschieden | ausgeschieden | 72   |
| Ihar Kaslou | Ringe         | 14,925        | 35            | ausgeschieden | ausgeschieden | 35   |
| Dsmitryj Kaspjarowitsch                                                                                           | Mehrkampf     | 76,225        | 47            | ausgeschieden | ausgeschieden | 47   |
| Dsmitryj Kaspjarowitsch                                                                                           | Barren        | 15,525        | 23            | ausgeschieden | ausgeschieden | 23   |
| Dsmitryj Kaspjarowitsch                                                                                           | Boden         | 14,675        | 44            | ausgeschieden | ausgeschieden | 44   |
| Dsmitryj Kaspjarowitsch                                                                                           | Reck          | 14,250        | 53            | ausgeschieden | ausgeschieden | 53   |
| Dsmitryj Kaspjarowitsch                                                                                           | Ringe         | 15,275        | 21            | ausgeschieden | ausgeschieden | 21   |
| Dsmitryj Kaspjarowitsch                                                                                           | Sprung        | 16,500        | 4             | 16,050        | 6             | 6    |
| Dsjanis Sawenkou                                                                                                  | Mehrkampf     | 87,025        | 33            | ausgeschieden | ausgeschieden | 33   |
| Dsjanis Sawenkou                                                                                                  | Barren        | 14,800        | 54            | ausgeschieden | ausgeschieden | 54   |
| Dsjanis Sawenkou                                                                                                  | Boden         | 14,525        | 52            | ausgeschieden | ausgeschieden | 52   |
| Dsjanis Sawenkou                                                                                                  | Pauschenpferd | 13,525        | 60            | ausgeschieden | ausgeschieden | 60   |
| Dsjanis Sawenkou                                                                                                  | Reck          | 14,750        | 30            | ausgeschieden | ausgeschieden | 30   |
| Dsjanis Sawenkou                                                                                                  | Ringe         | 13,750        | 65            | ausgeschieden | ausgeschieden | 65   |
| Dsmitryj Sawizki                                                                                                  | Mehrkampf     | 90,650        | 12            | 82,175        | 23            | 23   |
| Dsmitryj Sawizki                                                                                                  | Barren        | 15,700        | 17            | ausgeschieden | ausgeschieden | 17   |
| Dsmitryj Sawizki                                                                                                  | Boden         | 14,375        | 57            | ausgeschieden | ausgeschieden | 57   |
| Dsmitryj Sawizki                                                                                                  | Pauschenpferd | 14,525        | 25            | ausgeschieden | ausgeschieden | 25   |
| Dsmitryj Sawizki                                                                                                  | Reck          | 14,575        | 40            | ausgeschieden | ausgeschieden | 40   |
| Dsmitryj Sawizki                                                                                                  | Ringe         | 15,175        | 26            | ausgeschieden | ausgeschieden | 26   |
| Aljaksandr Zarewitsch                                                                                             | Mehrkampf     | 58,775        | 68            | ausgeschieden | ausgeschieden | 68   |
| Aljaksandr Zarewitsch                                                                                             | Barren        | 15,175        | 39            | ausgeschieden | ausgeschieden | 39   |
| Aljaksandr Zarewitsch                                                                                             | Boden         | 14,300        | 59            | ausgeschieden | ausgeschieden | 59   |
| Aljaksandr Zarewitsch                                                                                             | Pauschenpferd | 14,450        | 32            | ausgeschieden | ausgeschieden | 32   |
| Aljaksandr Zarewitsch                                                                                             | Reck          | 14,850        | 25            | ausgeschieden | ausgeschieden | 25   |
| Aljaksej Ihnatowitsch Ihar Kaslou Dsmitryj Kaspjarowitsch Dsjanis Sawenkou Dsmitryj Sawizki Aljaksandr Zarewitsch | Mannschaft    | 357,950       | 10            | ausgeschieden | ausgeschieden | 10   |

#### Trampolinturnen
| Athleten           | Wettbewerb | Qualifikation | Qualifikation | Finale        | Finale        | Rang |
| Athleten           | Wettbewerb | Punkte        | Rang          | Punkte        | Rang          | Rang |
| ------------------ | ---------- | ------------- | ------------- | ------------- | ------------- | ---- |
| Frauen             |            |               |               |               |               |      |
| Tazzjana Pjatrenja | Einzel     | 63,8          | 9             | ausgeschieden | ausgeschieden | 9    |
| Männer             |            |               |               |               |               |      |
| Mikalaj Kasak      | Einzel     | 69,7          | 8             | 38,1          | 8             | 8    |

### Wasserspringen
| Athleten             | Wettbewerb        | Vorkampf | Vorkampf | Halbfinale    | Halbfinale    | Finale        | Finale        | Rang |
| Athleten             | Wettbewerb        | Punkte   | Rang     | Punkte        | Rang          | Punkte        | Rang          | Rang |
| -------------------- | ----------------- | -------- | -------- | ------------- | ------------- | ------------- | ------------- | ---- |
| Frauen               |                   |          |          |               |               |               |               |      |
| Darja Ramenskaja     | Kunstspringen 3 m | 207,00   | 29       | ausgeschieden | ausgeschieden | ausgeschieden | ausgeschieden | 29   |
| Männer               |                   |          |          |               |               |               |               |      |
| Sjarhej Kutschmassou | Kunstspringen 3 m | 399,40   | 25       | ausgeschieden | ausgeschieden | ausgeschieden | ausgeschieden | 25   |
| Wadsim Kaptur        | Turmspringen 10 m | 432,90   | 13       | 420,55        | 14            | ausgeschieden | ausgeschieden | 14   |
| Aljaksandr Warlamau  | Turmspringen 10 m | 406,60   | 21       | ausgeschieden | ausgeschieden | ausgeschieden | ausgeschieden | 21   |